# 梅利亚纳
梅利亚纳，是西班牙巴伦西亚自治区巴伦西亚省的一个市镇。总面积5平方公里，总人口8988人（2001年），人口密度1798人/平方公里。